# Drapel

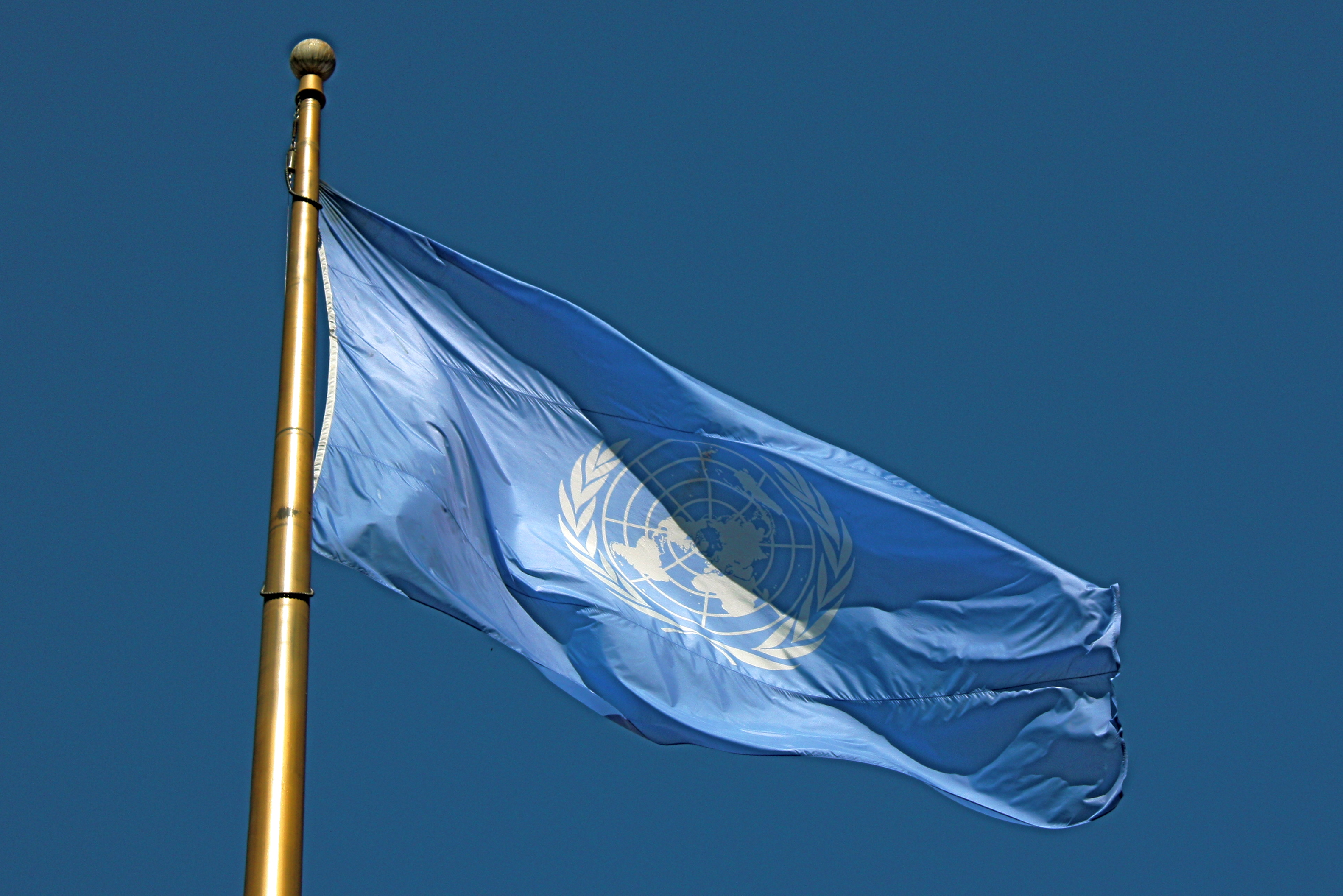
Drapelul Națiunilor Unite

Un drapel sau steag este o bucată de material textil colorată mono- sau multi-cromatic, având un anumit model și o anumită formă geometrică (de obicei un dreptunghi). El se poate atârna de o lance, o hampă, un stâlp sau de un catarg și este folosit pentru semnalizare, delimitare sau identificare.
Drapelele au fost create inițial pentru identificare, în sensul utilizat astăzi, de simboluri ale unor entități, atât subnaționale cât și naționale, respectiv pentru semnalizare, așa cum ar fi comunicarea de tip "semafor". Drapelele sunt de asemenea utilizate în schimbul de mesaje, reclame, delimitări de suprafețe și proprietăți sau în scopuri decorative, deși la acest nivel mult mai puțin oficial sau formal, distincția dintre folosirea unui drapel propriu-zis, a unei simple benzi de material sau chiar a unei panglici dispare.
Deși percepția comună de folosire a unui drapel este aceea de fluturare prin agățare de un catarg, totuși foarte multe drapele sunt ușor de recunoscut sub alte forme de reprezentare, incluzând cea pur grafică.
Studiul drapelelor este cunoscut sub numele de vexilologie, cuvânt derivat din latinescul vexillum, cuvânt ce desemna în timpul Romei antice un drapel militar de o anumită factură folosit de legiunile romane.

## Drapele naționale

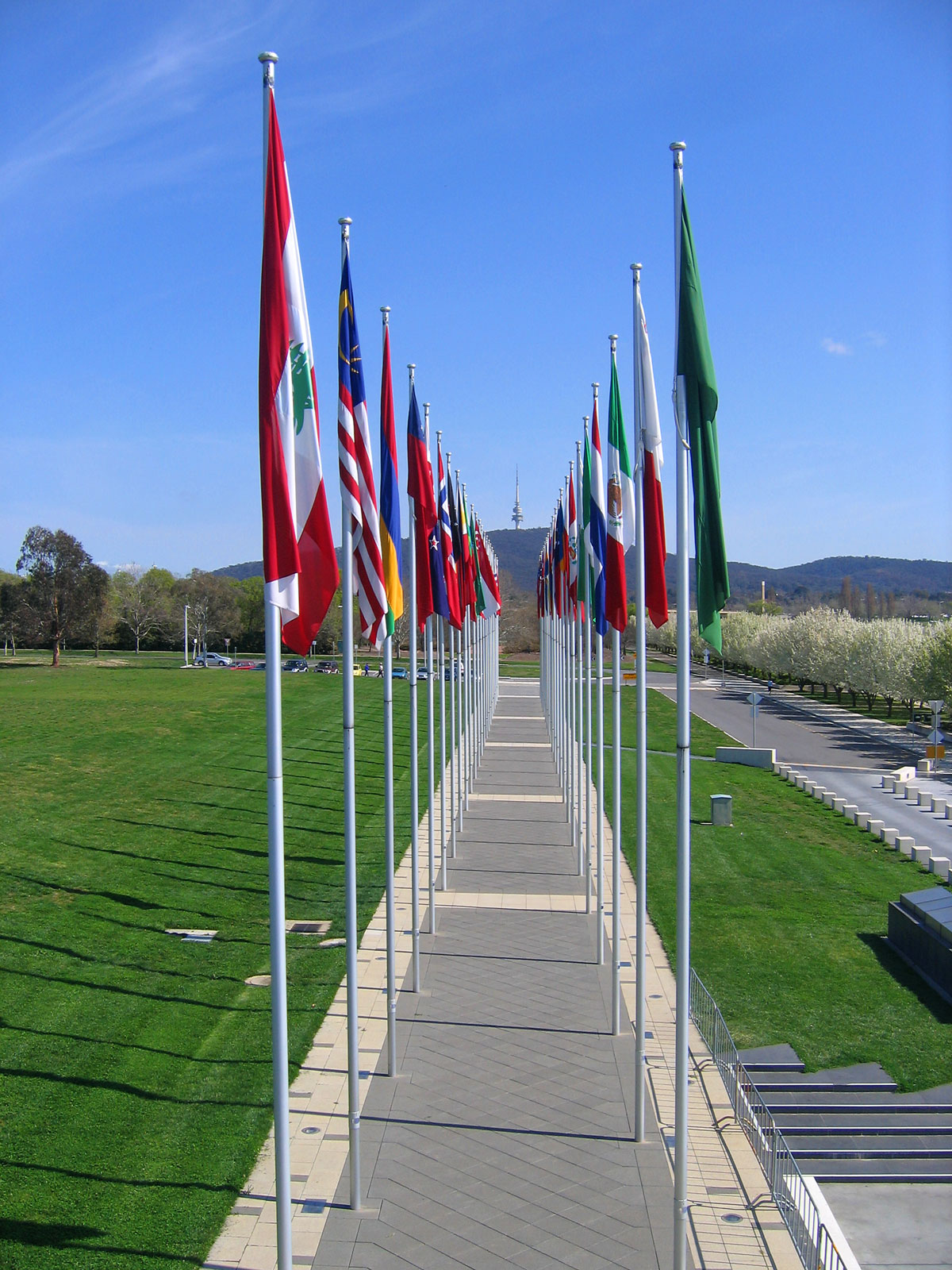
Drapele dispuse de-a lungul unei căi de acces, Canberra, Australia, Parlamentul.

Una dintre utilizările cele mai frecvente și firești este aceea de simbol al unui stat. Unele din drapelele naționale au fost de-a lungul timpului surse de inspirație pentru alte națiuni, țări, subentități naționale sau entități de altă natură. Câteva exemple notabile includ următoarele:
- Drapelul Scoției, denumit Saltire sau Crucea Sfântului Andrei, o cruce oblică albă pe un fond albastru, datează din secolul al IX-lea, fiind cel mai vechi drapel național în uz neîntrerupt. Alte drapele care utilizează simbolul crucii oblice sunt drapelul Jamaicăi, drapelul naval al Statelor Confederate ale Americii, denumit Confederate Naval Jack, drapelul naval al Rusiei, drapelul provinciei canadiene Nova Scotia. De notat că crucea oblică este unul dintre simbolurile reprezentate pe drapelului Regatului Unit.

## Istoria originii și dezvoltării drapelului

### Epoca preistorică
Originea drapelului modern datează din îndepărtate timpuri preistorice. Odinioară, oamenii trăiau în grupuri destul de mici, deplasându-se adesea dintr-un loc în altul în căutarea prăzii. Iar pentru a vâna animale mari, ei se alăturau unor cohorte mai mari. Cu timpul, pe măsură ce au apreciat beneficiile vânătorii în comun și au experimentat alte beneficii ale traiului în comun, au început să formeze grupuri mai mari. Ei alegeau un lider dintre ei pentru a rezolva în mod corect disputele care apăreau adesea între ei. Acest lider trebuia, de asemenea, să gestioneze cu înțelepciune întregul grup .
Este interesant faptul că prototipul primului steag a fost unul dintre simbolurile puterii liderului. Pentru a se distinge de ceilalți și ca semn al puterii care îi era încredințată, acest lider purta o coafură specială și ținea în mână un băț lung decorat. Pe vârful acestui baston se afla simbolul familiei sale. Acest baston, simbol al puterii liderului, este considerat prototipul steagului modern. Atunci când era nevoie să ne adunăm sau în caz de pericol general, un astfel de baston îndeplinea și o altă funcție. Vizibil de la distanță, acesta indica locul de adunare. Iar în timpul unei lupte cu inamicul, vârful unui astfel de protodrapel indica direcția de atac.

### Vexilloid
Prototipul preistoric al unui steag este cunoscut sub numele de vexilloid,care înseamnă „asemănător unui steag”. Prima parte a acestui termen englezesc provine din latinescul vexillum („vexillum”, „steag”), de unde și termenul „ vexilologie” (din latinescul vexillum + grecescul λογία) — știința istoriei, simbolismului și utilizării steagurilor. Vexeloidul, primul prototip al unui steag, era o prăjină lungă care se termina cu un element sculptat în vârf, un simbol tribal al liderului. Acestea erau, de obicei, imagini de animale. Mai târziu, vexeloidelor li s-a adăugat o pânză, mai degrabă ca element de decor. În acest fel, au început să semene cu un steag modern .

### China antică
În epoca Chinei Antice (apariția țesăturilor de mătase), steagul a căpătat aspectul pe care îl cunoaștem astăzi.
Istoria dezvoltării drapelului a continuat în vremea Chinei Antice, când a fost inventată acolo tehnologia fabricării mătăsii. Această țesătură rezistentă și ușoară a fost ideală pentru a fi utilizată în steaguri care arătau exact ca cele de astăzi. Și, spre deosebire de culorile curcubeului folosite anterior, acest steag era mult mai convenabil de transportat. În plus, țesătura unui astfel de steag era mai vizibilă de la mare distanță. Astfel, de atunci, un steag — o bucată de pânză de mătase atașată de un stâlp — a fost folosit pentru diverse funcții de semnalizare. Din China antică, această utilizare a steagului s-a răspândit mai întâi în țările de frontieră, Mongolia, Japonia, India, Persia, Asia de Sud-Est, Grecia antică, apoi în Imperiul Roman și în cele din urmă în Europa .

### Imperiul Persan.
În Imperiul Persan, în timpul dinastiei achemenide (559-330 î.Hr.), legendarul „Stindard al regilor” (persană: Derafsh Kaviani) a fost folosit ca drapel. Mai târziu, în timpul dinastiei Sassanid (224-651), steagul a avut un aspect diferit. Acesta a servit și ca simbol al statului sasanid, „Regatul Iranului” (persană: Ērānšāhr). Prin urmare, poate fi considerat primul steag național al Iranului.

### Imperiul Roman.
În Imperiul Roman, legiunile aveau, de asemenea, propriile lor simboluri. Inițial, stindardele legiunilor romane nu erau steaguri, ci simboluri sculptate. De exemplu, simbolul Legiunii a X-a a lui Caesar Augustus era un vultur. Această imagine a unui vultur era atașată la un stâlp ținut de un purtător de steag în timpul unei bătălii. În schimb, trupele din Dacia aveau ca stindard un dragon cu o coadă flexibilă care se legăna în vânt. Romanii au împrumutat acest lucru și mai târziu toate legiunile romane au avut astfel de stindarde care fluturau în vânt. Imaginea prezintă legendarul stindard roman cu inscripția SPQR (latină: Senātus Populus que Rōmānus — „Senatul și cetățenii Romei”) .

### Evul Mediu.
În Evul Mediu, steagurile au fost folosite în diverse scopuri și au acționat adesea ca simboluri pentru numeroase familii nobile, bresle manufacturiere, diverse orașe, entități religioase etc. Steagurile au fost, de asemenea, utilizate de trupe pentru identificare pe câmpul de luptă și pentru a da comenzi tactice. Steagurile simbolizau rareori conducători individuali: în Europa, steagurile erau simboluri ale unor monarhii și principate întregi; în Japonia, ale samurailor; în China, ale întregii armate a împăratului .

### Navigație.
Dezvoltarea navigației — apariția diferitelor sisteme de semnalizare cu ajutorul pavilioanelor
Odată cu dezvoltarea navigației, pavilionul a devenit o prezență obișnuită pentru marinari. Mai târziu, a fost stabilită cerința ca pe o navă să fie arborat un pavilion care să indice naționalitatea navei. Aceasta a devenit o cerință legală. La acea vreme, pavilionul servea și ca principal mijloc de comunicare între nave. Ca urmare, au apărut diverse sisteme de semnalizare prin pavilion. Pe parcursul dezvoltării lor, pavilioanele utilizate pe nave au evoluat în cele din urmă în pavilioanele navale și naționale care există astăzi.

## Tipuri de pavilioane

### Steaguri militare
Atunci când cavalerii europeni au fost înlocuiți de armate centralizate, drapelele au devenit un mijloc de identificare nu numai a naționalității militarilor, ci și a simbolurilor unităților militare individuale. Drapelul național și drapelul unei unități militare au devenit o sursă puternică de promovare a sentimentului de patriotism și de ridicare a moralului. Steagurile militare au devenit obiecte de admirație și protecție. Prin urmare, drapelele unităților militare au început să prezinte un pericol personal sporit pentru cei care le purtau. Din acest motiv, în timpul Primului Război Mondial, steagurile militare au fost îndepărtate de pe câmpul de luptă. De atunci, steagurile unităților militare au fost folosite doar în timpul ceremoniilor.
Poziția de purtător de drapel era îndeplinită de ofițerii inferiori, de unde și numele mai multor grade militare — ensign, bugler, cornet, ensign, precum și vechiul dragonarius roman .

### Steaguri etnice
Un steag etnic este un steag care reprezintă un simbol al unei anumite națiuni sau al unui anumit grup etnic. Astfel de steaguri sunt utilizate de organizațiile culturale naționale și de mișcările de eliberare națională. Ele pot fi identice cu steagurile autonomiilor naționale ale acestor popoare, ale statelor lor istorice sau ale zonelor lor de reședință, iar după obținerea independenței, pot deveni steaguri naționale.

## Metode de realizare a steagurilor
Există trei metode de realizare a steagurilor . Aceste metode depind de complexitatea steagului în sine, precum și de imaginea, dacă există, pe steag. Metode de confecționare a steagurilor:
1. Metoda de cusut țesături. Majoritatea steagurilor naționale pot fi produse prin coaserea unor țesături colorate. Această metodă de producție este potrivită pentru steagurile care au mai multe culori și nicio imagine suplimentară. De exemplu, steagurile Ucrainei, Poloniei, Rusiei etc.
2. Metoda de imprimare prin sublimare termică față-verso pe țesătura steagului. Este utilizată dacă steagul conține elemente complexe de imagine. De exemplu, steagul Marii Britanii, al SUA etc.
3. Metoda combinată: o combinație de elemente de pavilion realizate prin imprimare prin sublimare termică cu țesături colorate. Astfel de exemple sunt steagurile Canadei, Moldovei etc.